# Bataille de Hwanggan
Guerre de Corée
Batailles
Offensive nord-coréenne :

(juin 1950 - septembre 1950)
- Pokpung
- Chuncheon
- Séoul (1re)
- Busan (navale)
- Chumunjin
- Osan
- Pyeongtaek
- Cheonan
- Chochiwon
- Daejeon
- Sangju
- Yongdong
- Hwanggan
- Notch
- Périmètre de Busan

Contre-offensive de l'ONU :

(septembre 1950 - octobre 1950)
- Incheon
- Bombardement de Pyongyang
- Pyongyang

Intervention chinoise :

(octobre 1950 - avril 1951)
- Onjong
- Unsan
- Chongchon (Wawon)
- Réservoir de Chosin
- Évacuation de Hŭngnam
- Séoul (3e)
- Twin-Tunnels
- Jipyeong-ri
- Imjin
- Kapyong

Impasse :

(août 1951 - juillet 1953)
- Crèvecœur
- Fleuve Han
- Opération Commando
- Maryang San
- Suncheon
- Barrage de Sui-Ho
- Triangle Hill
- le Crochet
- Fleuve Samichon
- Armistice de Panmunjeom

Post armistice :
- Raid sur la Maison Bleue
- Attaque de l'EC-121
- Incident du peuplier
- Infiltration de Gangneung
- Guerre du crabe

La bataille de Hwanggan fut livrée entre les États-Unis et la Corée du Nord du 23 au 29 juillet 1950 pendant les premières phases de la guerre de Corée près du village de Hwanggan dans le district de Yeongdong en Corée du Sud. Elle résulta une victoire pour les Nord-Coréens après que les troupes américaines furent contraintes de se retirer plus au sud.

## Contexte historique
Dans les heures précédant l'aube du 25 juin 1950, sous la protection d'un formidable barrage d'artillerie, 135 000 Nord-Coréens franchirent la frontière entre les deux Corées. Le gouvernement nord-coréen annonça que des troupes commandées par le « traître et bandit » Syngman Rhee avaient traversé le 38e parallèle, et que par conséquent le Nord avait été obligé de riposter « à une grave provocation des fantoches de Washington », selon L'Humanité du lendemain. Conseillée et équipée par les Soviétiques, qui ne s'engageront toutefois jamais ouvertement, l'armée nord-coréenne mit en ligne 7 divisions, 150 T-34, 1 700 pièces d'artillerie, 200 avions de combat et d'importantes réserves.
L'attaque nordiste fut dévastatrice. Au moins les deux tiers de la petite armée sud-coréenne (à peine 38 000 hommes répartis sur 4 divisions d'infanterie) étaient alors en permission, laissant le pays largement désarmé. Les Nord-Coréens attaquèrent en plusieurs endroits stratégiques, parmi lesquels Kaesong, Chunchon, Uijongbu, et Ongjin. En quelques jours, les forces sudistes, surclassées en nombre et en puissance de feu, furent mises en déroute et durent battre en retraite. Tandis que l'attaque au sol progressait, l'armée de l'air nordiste bombarda l'aéroport de Gimpo à Séoul où se trouvaient les 22 avions de liaison et d'entraînement de l'aviation du sud. Séoul fut prise dans l'après-midi du 28 juin et Osan, Pyongtaek, Cheonan et Daejeon défendus par les Américains tombent début juillet.

## Déroulement de la bataille
Le 27e régiment d'infanterie de la 25e division d'infanterie de l'United States Army, arrivé peu de temps après le déclenchement du conflit en Corée, reçoit l'ordre de défendre Hwanggan et de bloquer la progression de la 2e division de l'Armée populaire de Corée, à la suite de la bataille de Daejeon. Elle sera en mesure de retarder la division nord-coréenne pendant presque une semaine, lui infligeant de lourdes pertes tout en subissant des pertes minimes. Toutefois, du fait de leur supériorité numérique, les Nord-Coréens parviennent à submerger les Américains et ceux-ci seront contraints à battre en retraite plus au sud dans le périmètre de Busan.
Près de 3 000 soldats nord-coréens furent tués et 6 chars T-34 furent détruits lors de la bataille, tandis que les pertes américaines ne s’élevaient qu'à 53 tués, 221 blessés et 49 disparus.